# Edward Braddock
Edward Braddock (Perthshire, 1695 – Farmington, 13 luglio 1755) è stato un generale britannico.
Nato nel Perthshire in Scozia nel 1695, divenne capo in comando delle forze armate britanniche dislocate in Nord America durante la guerra franco-indiana. Morì nel 1755 durante una spedizione contro i francesi in Ohio.

## Guerra franco-indiana
A capo delle forze armate britanniche in Nord America Braddock giunse in Virginia il 19 febbraio 1755 con due reggimenti di truppe regolari britanniche. A partire dal 14 aprile dello stesso anno prese immediatamente contatto con diverse autorità coloniali. Persuaso dallo stesso congresso di Alessandria ad attaccare direttamente le forze francesi, decise di organizzare una spedizione contro le truppe francesi nei pressi di Fort Duquesne.
La spedizione che in seguito divenne nota con il suo stesso nome si rivelò però un fallimento. Dopo aver attraversato il fiume Monongahela il 9 luglio 1755, la spedizione si imbatté in forze francesi assistite da alcune tribù indiane. Le truppe di Braddock prese alla sprovvista dovettero ripiegare e lo stesso generale fu colpito da un proiettile che perforò il polmone destro. Nonostante fosse stato in seguito tratto in salvo dall'ancora giovane George Washington che prese parte alla spedizione, Braddock morì il 13 luglio 1755, quattro giorni dopo lo scontro nel quale rimase ferito. Braddock fu sepolto nei pressi di Great Meadows, dove le sue forze in seguito all'attacco si ritirarono per riorganizzarsi.
La cerimonia funebre del generale Braddock fu celebrata dallo stesso George Washington. Per evitare che la tomba di Braddock potesse essere sconsacrata, Braddock fu sepolto a lato della strada senza una lapide. Nel 1804 durante dei lavori di ampliamento della sede stradale alcuni operai scoprirono dei resti umani. Presumendo che si trattasse delle spoglie di Braddock i resti furono esumati e ricollocati in una nuova tomba. Nel 1913 infine la tomba definitiva fu trasformata in un monumento in memoria a Braddock.
La figura del generale Braddock appare anche nell'autobiografia di Benjamin Franklin. Franklin riporta che aiutò il generale a reperire viveri e carrozze per la spedizione. Inoltre si riferisce di una conversazione che Franklin intrattenne con Braddock avvisandolo sulla possibilità di una imboscata da parte delle truppe francesi.

## Cultura di massa
Il suo personaggio appare nel film del 1927 Winners of the Wilderness di W. S. Van Dyke.

Edward Braddock appare anche nel videogioco Assassin's Creed III come ex-membro dei Templari. Verrà ucciso successivamente da Haytham Kenway padre di Connor.